# СРНА (новинска агенција)
Новинска агенција Републике Српске — СРНА, раније Српска новинска агенција, званична је новинска агенција Републике Српске.

## Почетак рада
Основана је 7. априла 1992. године у Палама као прва новинска агенција Републике Српске. Одлуком Владе Републике Српске од 27. марта 2008. године промијенила је назив у Новинска агенција Републике Српске — СРНА. Први директор је био Тодор Дутина. Прославља крсну славу Благовијести.
Основана је из потребе да се шира јавност тадашње Југославије обавијести о дешавањима која су претходила почетку рата у Сарајеву. Једно од првих саопштење за штампу Српске новинске агенције је емитовано 8. априла 1992. године у којем се између осталог, јавља о терору који се врши над српским живљем у дијелу Сарајева под муслиманском контролом — нарочито на оним територијама које контролише муслиманска милиција. Ова новинска кућа основана је у тешким условима, без довољно материјалних средстава, без одговарајућих просторија. Почело се у Дому културе на Палама са неколико просторија, са једним телефоном, двије писаће машине, једним телефаксом. Касније ће редакција преселити у боље и љепше просторије приватног пансиона „Белведере“ на Самарном бријегу са којег се као на длану виде Пале.
За прве четири године постојања, „СРНА“ је пласирала 81.370 вијести, 38.400 фоно извјештаја и прилога или 1.900 часова програма и 9.600 фотографија. „СРНА“ је већ 1996. године имала дописнике у свим градовима Републике Српске и у иностранству — у Кливленду, Њујорку, Москви, Лондону, Паризу, Женеви, Берлину, Бриселу, Сиднеју, Бечу, Стокхолму, Софији, Скопљу, Никозији, Атини, Амстердаму... Дописници из иностранства током рата радили су бесплатно са жељом да помогну Републици Српској.

## Данас
СРНА је чланица Асоцијације балканских агенција — АБНА. Сједиште Агенције данас се налази у Бијељини.
Данас „Срнин“ дневни генерални сервис садржи од 250 до 290 вијести и других новинарских форми, што је на годишњем нивоу око 95.000 вијести, а вијести „Срне“ преузимају готово сви медији у Републици Српској и већина у Федерацији и Србији. Новинска агенција „Срна“ у прошлој години произвела је око 21.000 фотографија, у 2011. години емитовано је око 15.000 фотографија, док је у 2009. години, када је уведен фото-сервис, произведено око 7.000 фотографија. Срна у потпуности производи и фоно-сервис који је у прошлој години имао око 1.000 фоно-записа.
У „Срни“ данас ради 71 стално запослен радник, са минималном администрацијом, и тридесетак новинара сарадника. Агенција има дописништва у Источном Сарајеву, Бањалуци и Београду, а дописнике у готово свим општинама у Републици Српској и већим градовима у Србији и Црној Гори, те у Хагу.

## Издаваштво
Српска новинска агенција до сада је објавила велики број књига у сфери прозе, поезије и публицистике. СРНА је присутна на свим сајмовима књига у Републици Српској, Србији и регији.

## Награде
Поред многобројних награда за издавачку дјелатност, најзначајнија је Прва награда на Међународном сајму књига „Иницијал“ у Нишу за књигу Дневник ратног хирурга др Миодрага Лазића, добровољца из Ниша који је радио као хирург у војној болници Жица у Српском Сарајеву спашавајући рањене борце Војске Републике Српске и цивиле.

## Руководство
Главни и одговорни уредник Срне је Татјана Парађина, а генерални директор је Радмило Шиповац.